# Тенрю (Наґано)

35°16′35″ пн. ш. 137°51′16″ сх. д. / 35.27639° пн. ш. 137.85444° сх. д.
Тенрю́ (яп. 天龍村, てんりゅうむら, МФА: [tenɾʲuː muɾa]) — село в Японії, в повіті Сімо-Іна префектури Наґано. Станом на 1 квітня 2009 площа села становила 109,53 км². Станом на 1 липня 2011 населення села становило 1600 осіб.